# My Little Pony: Film
My Little Pony: Film (ang. My Little Pony: The Movie) – amerykańsko-kanadyjski film animowany z 2017 roku oparty na scenariuszu Meghan McCarthy i reżyserii Jaysona Thiessena. Wyprodukowany przez Allspark Pictures i DHX Media/Vancouver. Film bazuje na serialu animowanym My Little Pony: Przyjaźń to magia.
Premiera filmu miała miejsce 6 października 2017 roku w Stanach Zjednoczonych, Kanadzie i Polsce.

## Opis fabuły
Gdy królestwo Equestria jest zagrożone przez złowrogiego Króla Burzy, który chce wykraść magię królestwa, Twilight Sparkle i jej przyjaciele, Applejack, Rainbow Dash, Pinkie Pie, Fluttershy, Rarity i Spike, wyruszają w podróż, by odzyskać magię. Podczas podróży przeżywają różne przygody, a także poznają nowych przyjaciół, i po raz kolejny mogą udowodnić, że przyjaźń to magia.

## Obsada
- Tara Strong – Twilight Sparkle
- Ashleigh Ball –
  - Applejack,
  - Rainbow Dash
- Andrea Libman –
  - Pinkie Pie,
  - Fluttershy
- Tabitha St. Germain – Rarity
- Cathy Weseluck – Spike
- Emily Blunt – Tempest Shadow
- Michael Peña – Grubber
- Liev Schreiber – Król Burzy
- Taye Diggs – Capper
- Zoe Saldaña – Kapitan Celaeno
- Kristin Chenoweth – Księżniczka Skystar
- Uzo Aduba – Królowa Novo
- Sia – Songbird Serenade

## Wersja polska
Opracowanie wersji polskiej: SDI Media Polska na zlecenie Monolith Films

Reżyseria: Joanna Węgrzynowska-Cybińska

Kierownictwo muzyczne: Juliusz Kamil

Dialogi: Ewa Mart

Teksty piosenek: Zofia Jaworowska

Nagranie i montaż dialogów: Piotr Zygo

Nagranie piosenek: Łukasz Fober, Sergio Pinilla

Montaż piosenek: Piotr Zygo

Kierownictwo produkcji: Beata Jankowska, Ewa Krawczyk

W wersji polskiej udział wzięli:
- Magdalena Krylik – Twilight Sparkle
- Julia Kołakowska-Bytner – Pinkie Pie
- Monika Kwiatkowska – Rarity
- Anna Sroka-Hryń – Tempest Shadow
- Agnieszka Mrozińska – Rainbow Dash
- Monika Pikuła – Applejack
- Małgorzata Szymańska – Fluttershy
- Dominika Kluźniak – Spike
- Katarzyna Sawczuk – Księżniczka Skystar
- Barbara Kurdej-Szatan – Kapitan Celaeno
- Elżbieta Futera-Jędrzejewska – Księżniczka Celestia
- Brygida Turowska – Księżniczka Luna
- Olga Szomańska – Songbird Serenade
- Izabela Dąbrowska – Vera
- Katarzyna Łaska – Księżniczka Cadance
- Milena Suszyńska-Dziuba – Lix Spittle
- Marcin Mroziński – Capper
- Tomasz Borkowski – Storm King
- Szymon Roszak – Grubber
- Jakub Wieczorek – Boyle
- Zbigniew Konopka – Pierwszy oficer Mullet
- Jacek Król – Mori
- Adam Bauman – Varko

W pozostałych rolach:
- Krzysztof Cybiński – Squabble
- Katarzyna Dąbrowska – Królowa Novo
- Mikołaj Klimek –
  - Bulk Biceps,
  - Ochroniarz Songbird Serenade #2,
  - gwary i epizody
- Grzegorz Kwiecień – Big Macintosh
- Karol Osentowski –
  - Party Favor,
  - gwary i epizody
- Łukasz Węgrzynowski –
  - Sprzedawca rogów,
  - Ochroniarz Songbird Serenade #1,
  - gwary i epizody
- Agnieszka Wiśniewska –
  - Apple Cobbler,
  - Derpy (Muffins),
  - gwary i epizody
- Marta Dylewska – gwary i epizody
- Klaudia Kuchtyk – gwary i epizody
- Sebastian Perdek – gwary i epizody
- Paulina Sacharczuk-Kajper – gwary i epizody
- Maciej Zuchowicz – gwary i epizody

Wykonanie piosenek: 
- „We Got This Together”: Magdalena Krylik, Anna Sochacka, Agnieszka Mrozińska, Julia Kołakowska-Bytner, Małgorzata Szymańska, Monika Kwiatkowska oraz chór w składzie: Patrycja Kotlarska, Katarzyna Owczarz
- „Time to be Awesome”: Agnieszka Mrozińska, Barbara Kurdej-Szatan, Zbigniew Konopka, Anna Sztejner, Jakub Wieczorek oraz chór w składzie: Juliusz Kamil, Patrycja Kotlarska, Katarzyna Owczarz
- „I'm the Friend You Need”: Marcin Mroziński, Monika Kwiatkowska oraz chór w składzie: Artur Bomert, Juliusz Kamil, Patrycja Kotlarska, Katarzyna Owczarz
- „Open Up Your Eyes”: Katarzyna Sawczuk
- „One Small Thing”: Julia Kołakowska-Bytner, Katarzyna Sawczuk, Anna Sochacka, Agnieszka Mrozińska, Małgorzata Szymańska, Monika Kwiatkowska oraz chór w składzie: Patrycja Kotlarska, Katarzyna Owczarz

Lektor: Przemysław Nikiel